# Laís
Laís, właśc. Arthur Antunes de Morães e Castro (ur. 11 listopada 1899, zm. 20 grudnia 1963) – brazylijski piłkarz, pomocnik. Także trener.
Urodzony w Rio de Janeiro Laís karierę piłkarską rozpoczął w 1916 roku w klubie Fluminense FC. W klubie tym grał do 1924 roku i trzykrotnie zdobył mistrzostwo stanu Rio de Janeiro – w 1917, 1918 i 1919.
Jako piłkarz klubu Fluminense wziął udział w turnieju Copa América 1919, gdzie Brazylia zdobyła mistrzostwo Ameryki Południowej. Laís nie zagrał w żadnym meczu.
Wciąż jako gracz Fluminense wziął udział w turnieju Copa América 1921, gdzie Brazylia została wicemistrzem Ameryki Południowej, natomiast Laís pełnił rolę grającego trenera. Zagrał we wszystkich trzech meczach – z Argentyną, Paragwajem i Urugwajem.
Także w turnieju Copa América 1922, gdzie Brazylia drugi raz w historii została wicemistrzem Ameryki Południowej, Laís był grającym trenerem zespołu. Wystąpił we wszystkich pięciu spotkaniach – z Chile, Paragwajem, Urugwajem, Argentyną i decydującym o mistrzostwie barażu z Paragwajem.
Zmarł 20 grudnia 1963 roku w mieście Maringá leżącym w stanie Parana.